# 1989-es romániai forradalom
Az 1989-es romániai forradalom a kelet-európai rendszerváltozások között a legvéresebb volt. Az ország diktátorát, Nicolae Ceaușescut és feleségét, Elena Ceaușescut megfosztották hatalmuktól és kivégezték. A romániai forradalom előtt a többi kelet-európai országban békés úton ment végbe a rendszerváltás; Románia volt az egyedüli ország a vasfüggöny mögött, ahol az átmenet erőszakos módon zajlott, és ahol az egykori kommunista vezetők egy részét ki is végezték.

## A forradalom előtt
Mint a szomszédos országokban, úgy 1989-re Románia népességének nagy része is elégedetlen volt a kommunista rezsimmel, amelynek révén az ország napról napra élhetetlenebbé vált. Azonban a keleti blokk többi országával ellentétben Romániában még korlátozott desztalinizáció sem történt. Ceaușescu gazdasági és fejlesztési terveit (beleértve a nagyszabású építési projekteket, és a drákói megszorító programot, mellyel a román állam külföldi adósságát kívánta néhány év alatt rendezni, mindezt csak azért, hogy ne tudjanak rá külső nyomást gyakorolni a változások érdekében és megőrizhesse totalitárius hatalmát) okolták az országban fellépő hiányokért és az egyre jobban terjedő szegénységért, 1989-re szinte alig volt élelem a városok ellátására, és a városlakók gyakran a vidéki rokonaiktól kellett, hogy beszerezzék az élelmiszert. A szegénység növekedésével párhuzamosan egyre jobban megerősödött a titkosrendőrség (Securitate) befolyása, olyannyira, hogy Románia lényegében rendőrállammá vált. Mialatt zajlott az emberek kizsigerelése és megfélemlítése az állambiztonsági erők által, addig a diktátor és felesége pompás kényelemben élt, amit idővel még a kommunista párt tagjai is megelégeltek.
A forradalmat megelőzően 1987. november 15-én Brassóban felkelés tört ki: munkások és diákok (románok, szászok és magyarok közösen) többnyelvű transzparensekkel tiltakoztak az elviselhetetlen életkörülmények és a hatóságok rendszeres zaklatásai ellen. A biztonsági és rendőri erők keményen felléptek a tiltakozók ellen, akik válaszul megtámadták a helyi pártszékházat. A megmozdulást a katonaság leverte, és az államhatalom azonnal kemény megtorlásokba kezdett, de hamar meg is torpant, mert a külföldi közvélemény felfigyelt a brassói eseményekre, és nagy tiltakozások vették kezdetüket világszerte Ceaușescu ellen.
Ceaușescu a Varsói Szerződést aláíró többi vezetővel ellentétben viszonylag független külpolitikát folytatott a Szovjetunióval szemben. A kelet-ázsiai kommunista vezetők keménykezűségét, megalomániáját, személyi kultuszát imitálta, még a berlini fal ledöntése és a bolgár vezető, Todor Zsivkov 1989-es leváltása után is figyelmen kívül hagyva a veszélyt, amely rá, mint az utolsó kelet-európai kommunista vezetőre leselkedett.
Ceaușescu mindennek tetejébe elindította a falurombolás programját, amellyel a vidéki közösségeket és a magyar, szász, valamint más nemzeti kisebbségeket akarta felszámolni, és a kommunista államtól való függést kívánta növelni.
A Ceaușescu elleni nemzetközi tiltakozások 1989-re érték el tetőpontjukat, és számos korábban megfélemlített romániai állampolgár beszélt nyilvánosan a külföldi sajtónak az elviselhetetlen körülményekről, az alapvető szükségletek hiányáról, a diktátor szemérmetlen személyi kultuszáról, eszeveszett költekezéséről és a terrorról. A biztonsági szervezetek hiába próbálták a valóságot eltitkolni, és elszigetelni Romániát a külvilágtól, utolsó próbálkozásként magyarellenes és nacionalista érzelmeket próbáltak gerjeszteni, miszerint a nyugati államok felelőtlenül és önkényesen avatkoznak be Románia belügyeibe, különösen bírálva a szomszédos Magyarországot, amelynek célja, szerintük, Erdély visszaszerzése. Ez már nem győzött meg senkit, hisz a román lakosság is pontosan tudta, hogy a nemzeti kisebbségek is ugyanúgy szenvednek a diktatúrától mint a többségi nemzet, és ez egy táborba terelte a románok, magyarok, szászok és más nemzetiségek döntő többségét.

## Tőkés László és a temesvári események

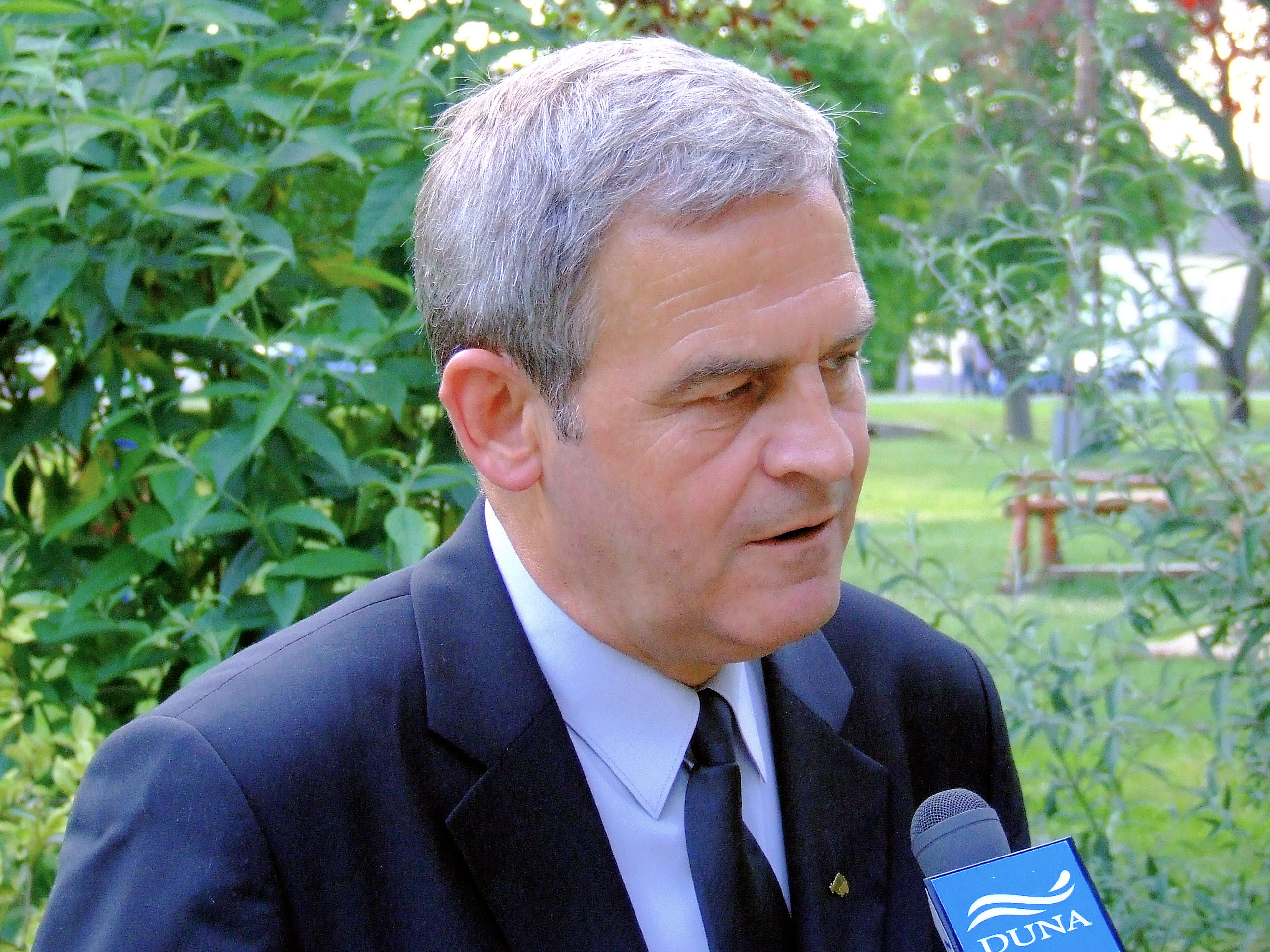
Tőkés László

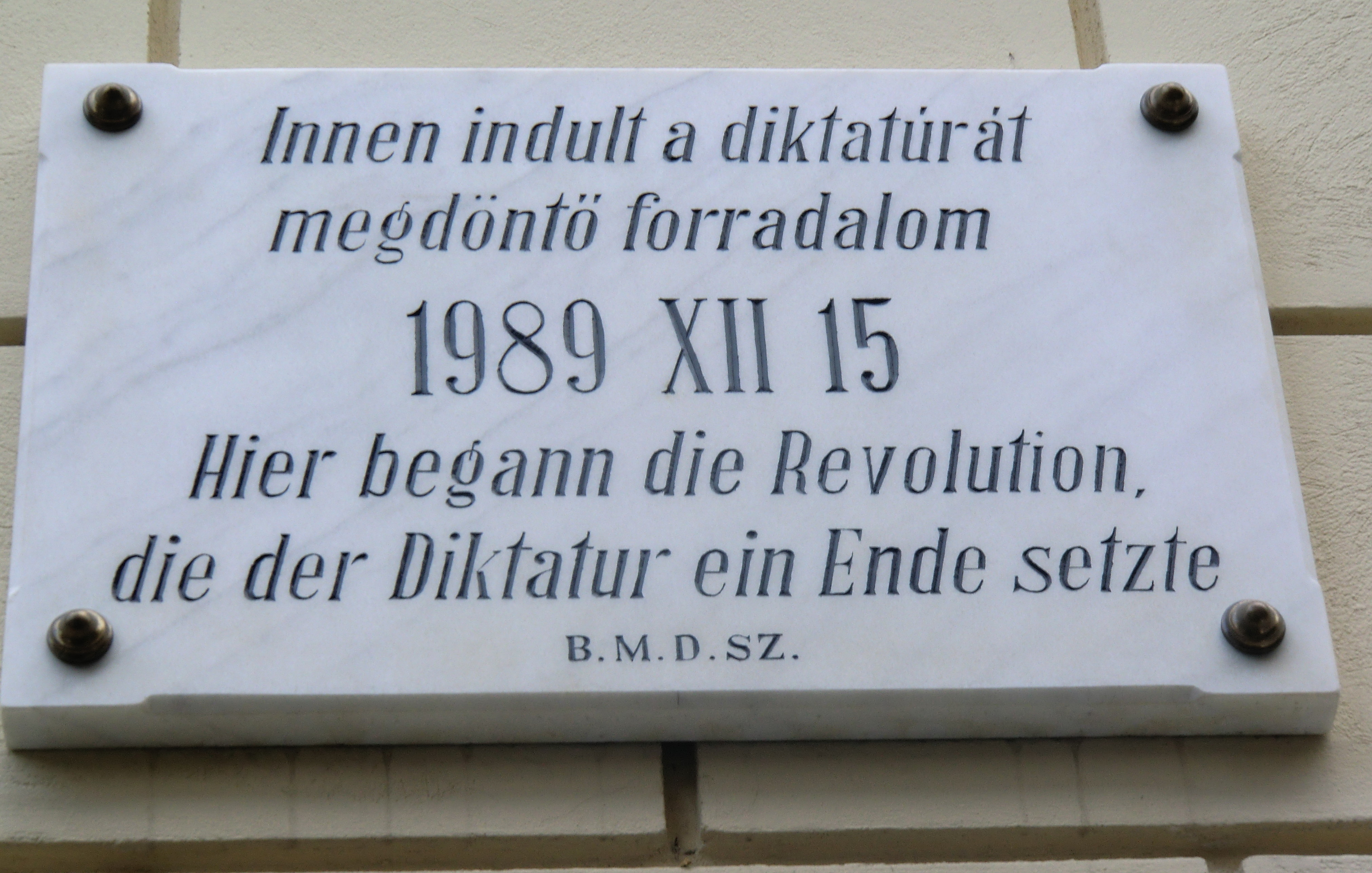
Emléktábla Temesvárott

1989-ben Tőkés László temesvári református lelkészt az egyházkerület püspöke, Papp László felfüggesztette állásából, és bírósági végzés alapján el kellett hagynia a parókiát. Tőkés ezt megtagadta, és azért, hogy megvédjék a támadásoktól, egy idő után az egyházközség férfi tagjai (alkalmanként 7-8 személy) felváltva biztosították a templom mellett lévő lelkészi szolgálati lakásának éjjel-nappali őrzését. Tőkés a Magyar Televízió december 11-én sugárzott Panoráma c. műsorában beszámolt az őt és családját sújtó hatósági intézkedésekről, bírálta a bukaresti rezsimet, és kérte a nemzetközi közvélemény támogatását. A romániai forradalom Temesvárott kezdődött december 15-én.
1989. december 15-én este magyarok és románok élőláncot alkotva védték Tőkés László református lelkészt, ezzel kirobbantva a román forradalmat, mely 20-ára elsöpörte a Ceaușescu-rendszert Temesváron. 
A hatóságok a kilakoltatásról szóló bírósági döntést december 16-án akarták érvényesíteni. A kilakoltatást levezénylő hivatalos személyek és rendőrök megjelenését követően az egyházközség több tagja is a helyszínre sietett, összegyűltek a Mária téren lévő templom és lelkészlak előtt, és hozzájuk csatlakozott sok járókelő is, úgy románok, magyarok, mint más nemzetiségűek.
A tömeg a hatósági intézkedést a szabad vallásgyakorlás megsértéseként értékelte, és zúgolódva követelte annak leállítását. A végrehajtás résztvevői felszólították a tiltakozókat, hogy hagyják el a teret, de a tiltakozás résztvevői nem engedelmeskedtek a felszólításnak. A helyszínre érkezett Petre Moț polgármester is, aki – látva a nagy tömeget – felvetette, hogy esetleg felül fogják bírálni a lelkész kilakoltatását, de ezt nem volt hajlandó írásban megerősíteni.
Közben, az egyre növekvő tömeg antikommunista szlogeneket kezdett kiabálni, a tiltakozás átalakult tüntetéssé. Erre megjelentek a rendőrség és a Securitate erősítései. A tüntetés lassan továbbterjedt a városban, és rendszerellenes jelleget öltött, a kiváltó ok másodlagossá vált. A tüntetők végigvonultak a város fő utcáin, a hozzájuk csapódott lumpen elemek betörték az üzletek kirakatait. A megyei pártszékház elé vonult tömeg megpróbált behatolni az épületbe. A rendfenntartó erők könnygázzal és vízágyúval válaszoltak, több tüntetőt elfogtak, megvertek, sokakat letartóztattak. Este 9 óra körül a tüntetők visszavonultak, majd újracsoportosultak a román ortodox székesegyház körül, menetbe szerveződtek, majd ismét megütköztek a rendfenntartókkal.
A zavargások éjfél után elcsendesedtek, de a harmadik nap, vasárnap, december 17-én reggel kiújultak. A tüntetők áttörték a kordonokat, behatoltak a megyei pártszékház épületébe, és elkezdték kidobálni az ablakon a párt iratait, szórólapjait, Ceaușescu írásait, portréit és a kommunista hatalom szimbólumait. Megpróbálták felgyújtani az épületet, de a katonaság helyszínre érkező egységei ezt megakadályozták. A katonaság bevetésére azért volt szükség, mert a rendőrség (milícia) és az állambiztonság (Securitate) egységei hagyományos rendfenntartó eszközökkel nem voltak képesek szétoszlatni a tüntetést, amely lassan felkeléssé alakult. Az este folyamán a katonai egységekkel kiegészült rendfenntartó erők tüzet nyitottak a felkelőkre. Mint utólag kiderült, Bukarestből az a parancs érkezett, hogy éles lőfegyvert lehet használni, amellyel a lábra kell célozni.
A felkelők gépkocsikat gyújtottak fel, a hadsereg harckocsijaira és páncélozott csapatszállító járműveire Molotov-koktélokat dobtak. Este 8 óra után a Szabadság tértől (Piața Libertății) az Operáig vad lövöldözés volt. A városba vezető utakat lezárták, az égen helikopterek köröztek. Éjfél után a harc alábbhagyott, az utcákon halottak hevertek.
December 17-én Ceaușescu a KB PVB ülésén megpendítette esetleges lemondását a pártfőtitkári tisztségből, de ezt a jelenlévők visszautasították. Döntés született arról is, hogy Ceaușescu nem mondja le a korábban beütemezett hivatalos iráni látogatását, és másnap reggel valóban elutazott Teheránba, ahonnan december 20-án este tért vissza. Az ügyek intézését a miniszterelnökre, a honvédelmi miniszterre és feleségére bízta, de folyamatosan kapcsolatban állt a sebtében kialakított válságstábbal. Az ülés egyik fejleménye az volt, hogy a temesvári helyzet nem megfelelő kezelése miatt a diktátornak némileg megrendült a bizalma a Securitate-ban, és a későbbiekben a hadseregnek egyre nagyobb szerepet szánt.
December 18-án reggel a városközpontot katonák, rendőrök és egyenruhás, valamint polgári ruhás Securitate-ügynökök védték. Moț polgármester pártgyűlést hívott össze az Egyetemre, hogy elítéljék az előző napon történt „vandalizmust” és „huliganizmust”. Temes megyében kihirdették a rendkívüli állapotot, és megtiltották, hogy ötnél több ember összegyűljön. Ennek ellenére többen, főleg fiatalok, kivonultak a román ortodox székesegyház elé, ahol román zászlókat lengettek, melyekből kivágták a román kommunista címert. Énekelni kezdték az „Ébredj, román!” („Deșteaptă-te, române!”) c. 1848-as nemzeti dalt, amely 1947 óta gyakorlatilag be volt tiltva. A rendfenntartók rájuk lőttek, többen meghaltak, vagy súlyosan megsérültek, páran elmenekültek.
Az események eddig az időpontig nagyon hasonlítottak a brassói felkelésre, ám ezúttal nem a diktatórikus erők kerekedtek felül, hanem véres harcok kezdődtek. Az összecsapások folytatódtak egész nap, és a rákövetkező napon (december 19-én) is. A Securitate tisztjei felkeresték a kórházakat, és több sebesültet agyonlőttek. A halottak személyi igazolványait elvették, hogy ne lehessen azonosítani őket. A boncolásokat az ügyészség megtiltotta, így az orvosok csak külső ún. makroszkopikus vizsgálat alapján írták be a nyilvántartásba a halál okát, de a titkosrendőrség a nyilvántartásokat is lefoglalta, a lapokat kitépte, majd megsemmisítette. Negyven holttestet hűtőkocsiban Bukarestbe szállítottak, a Cenușa (Hamu) krematóriumban elégették őket, majd a négy szemetes kukába összegyűjtött hamut egy Bukarest környéki falu szennyvízcsatornájának egyik aknájába dobták.
A megtorlás híre futótűzként terjedt el a városban. December 20-án a város üzemeiből a munkások tömött oszlopokban indultak a városközpont felé. A hadsereg egységei nem avatkoztak be, sok katona is szimpatizált a tömeggel. A város főterén (Piața Operei, vagyis Opera tér, ma: Piața Victoriei, vagyis Győzelem tere) a kb. 300 ezres városban hozzávetőleg 100 000 tüntető gyűlt össze, és kormányellenes jelszavakat skandált: „Mi vagyunk a nép!”, „A hadsereg velünk van!”, „Ne féljetek, Ceaușescu el fog bukni!” stb.
Bukarestből Constantin Dăscălescu miniszterelnök és Emil Bobu KB-titkár érkezett, több tábornok társaságában, hogy tárgyaljon a tüntetőkkel. Ők beleegyeztek az elfogott tüntetők elengedésébe, de a fő követelést, Ceaușescu lemondását, nem fogadták el (ez egyébként is túllépte volna a hatáskörüket), így a városban patthelyzet alakult ki. A hadsereg egységeit visszavonták, egyrészt, hogy a haditechnika ne juthasson a felkelők kezébe, másrészt, hogy rendezzék soraikat.
December 20-án este Ceaușescu visszatért Iránból, és televíziós beszédet tartott, amelyben külső erők Románia belügyeibe való beavatkozásaként értékelte a történteket, engedményekről, a saját felelősségéről nem szólt. A romániai sajtó (rádió, TV, újságok) a temesvári eseményekről ezen túlmenően nem tudósított, az ország lakossága csak a nyugati rádióállomásokon (Szabad Európa Rádió, Amerika Hangja stb.) keresztül vagy személyes kapcsolatok (rokonok, ismerősök) révén értesült a temesvári mészárlásról.
Temesváron a városközpontot a felkelők ellenőrizték, akik kezdték megszervezni erőiket, megalakították a Román Demokratikus Frontot (Frontul Democratic Român), és a várost „szabaddá” nyilvánították.
December 21-én reggel, a bukaresti vezetőség – Pârcălăbescu, a Hazafias Gárda parancsnoka javaslatára – több ezer, botokkal felfegyverzett Zsil-völgyi bányászt küldött vonatokon Temesvárra, azzal az indokkal, hogy a magyarok és a huligánok feldúlták Temesvárt, és meg kell fékezni őket. A Temesvárra érkező bányászok saját szemükkel győződtek meg az igazságról, és a felkelők mellé álltak. Más részük, el sem indult otthonról.

## Ceaușescu bukása
December 21-én dél körülre Ceaușescu egy tömeggyűlést hívott össze Bukarestbe, és a megjelent kb. 100 000 fős tömeg előtt elítélte a temesvári „vandálok” és „huligánok” cselekedeteit. A Központi Bizottság erkélyéről a „szocialista forradalom” és a román „sokoldalúan fejlett szocialista társadalom” eredményeit ismételgette, fizetésemelést ajánlott a munkásoknak (havi 100 lejt, kb. 4 amerikai dollár, 5-10%-os emelés a szerényebb bérek esetén), és tovább dicsérte a szocialista forradalmat. Az emberekre azonban ez már nem volt hatással, csak az első sorokban állók (civil ruhás titkosrendőrök) éljeneztek és tapsoltak.

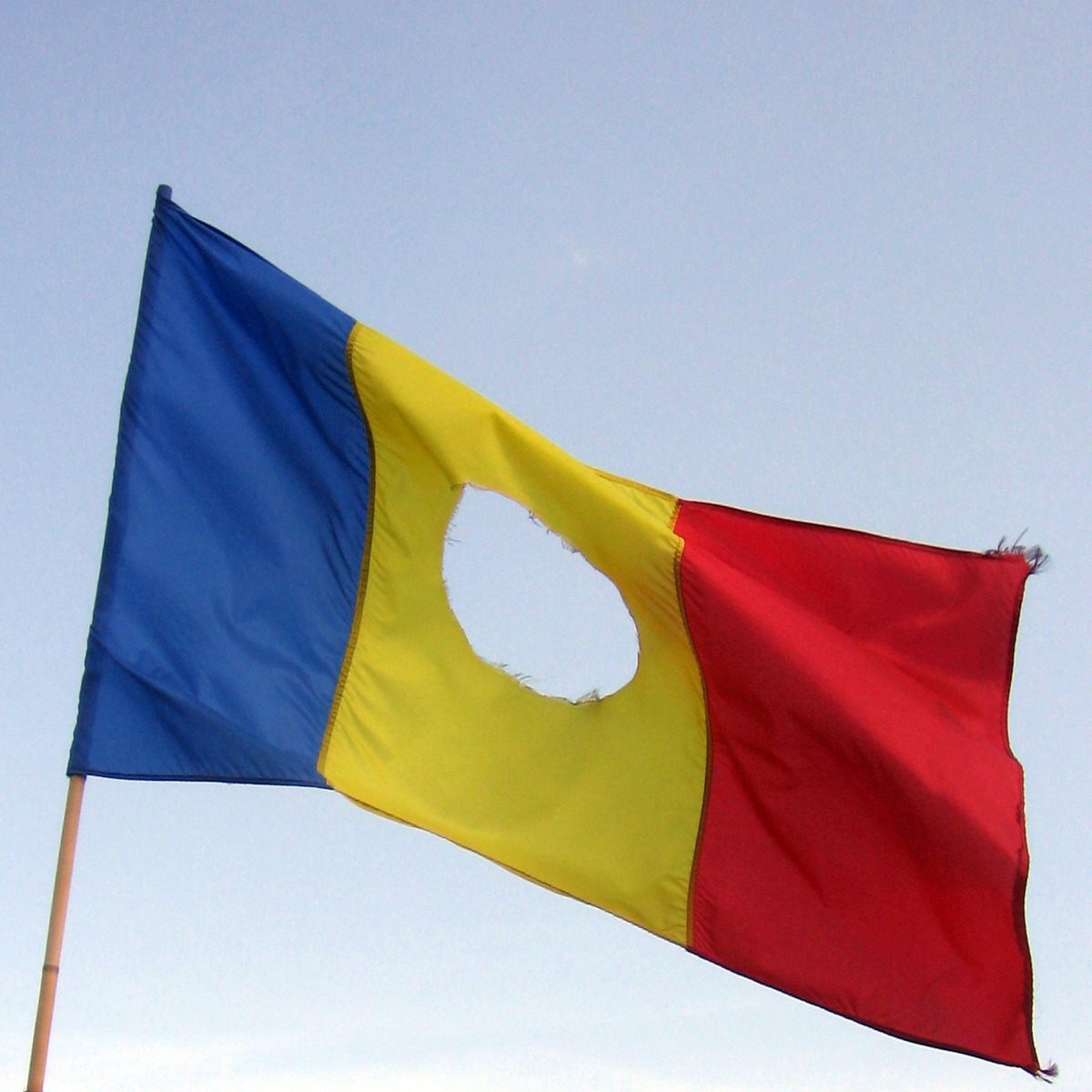
1989-es romániai lyukas zászló

Miközben a tömeghez beszélt, egyszer csak oldalról petárdarobbanás hallatszott, a hangszórók zúgni kezdtek, mire a tömeg megrémült, a sorok megbomlottak. A televízió egyenes adása ekkor megszakadt, és csak kb. 3 perces szünet után folytatódott. Többen Temesvár nevét kiabálták, mások fejvesztve próbálták elhagyni a teret, eldobálva a zászlókat és a jelszavas táblákat.
A Ceaușescu házaspár reakciója az erkélyen emlékezetes volt: hasztalan próbálták visszaszerezni az irányítást a felbolydult tömeg felett olyan felszólításokkal, mint „Halló, Halló!”, vagy „Maradjon mindenki a helyén!”. Ceaușescu végül be tudta fejezni a beszédét, de azt már csak az elöl álló pártaktivisták és polgári ruhába öltöztetett titkosrendőrök hallgatták és tapsolták meg.
A szétszéledő tömeg egy része ellepte a környező utcákat, és antikommunista és Ceaușescu-ellenes jelszavakat kezdett kiabálni: „Le a diktátorral!”, „Halál a gyilkosra!”, „Mi vagyunk a nép, le a diktátorral!”, „Ceaușescu, ki vagy te? Egy gyilkos Scorniceștiből!”. A tüntetők végül ellepték a Piața Kogălniceanu, Piața Unirii, Piața Rosetti, és a Piața Romană közötti utcákat és tereket.
Ceaușescu, a felesége, az RKP Politikai Végrehajtó Bizottságának tagjai a pártszékházban maradtak, és elkezdték a megtorlás megszervezését.
Ahogy teltek az órák, egyre több ember ment ki az utcára. Hamarosan a tüntetők – szervezetlenül és fegyvertelenül – szembekerültek a katonasággal: katonák, a terrorelhárító egység (USLA) pajzsos tagjai, a Securitate egyenruhás és polgári ruhás emberei, mögöttük tankok és csapatszállító járművek. A tömegre több épületből, mellékutcából és tankok segítségével támadtak. A tűzoltók vízágyúkkal lőtték a tömeget, közben a rendőrség ütlegelte és tartóztatta le a tüntetőket. Sok tiltakozót lelőttek, agyonvertek, leszúrtak, vagy eltaposták őket a páncélosok. Egy csapatszállító jármű a Hotel Intercontinental környékén hajtott a tömegbe. A tüntetőknek sikerült egy barikádot építeni a Dunărea (Duna) étterem előtt, ami éjfélig kitartott, de végül egy tank elsodorta. A heves tüzelés éjfél után 1:00 órakor alábbhagyott, de a tüntetők utáni hajtóvadászat hajnali 3-ig folytatódott. Amire a nap felvirradt, tűzoltókocsik vízsugárral lemosták a véres utcákat.
Az aznapi harcokat helikopterekről rögzítették, hogy bizonyítékokat gyűjtsenek későbbi megtorlásokhoz, illetve turisták a város közepén lévő Hotel Intercontinentalról.
Valószínű, hogy december 22-e hajnalán Ceaușescu úgy vélte, hogy kétségbeesett próbálkozása a megmozdulás eltiprására sikeres volt. A pártszékházban reggel 8 órára összehívták a párt politikai végrehajtó bizottságának az ülését. Ezt megelőzően a diktátort testvére, a honvédelmi miniszter egyik helyettese, Ilie, figyelmeztette, hogy hatalmas tömegek közelednek a városközpont felé. Ceaușescu ekkor azt felelte, hogy a pekingi Tienanmen téren (1989-ben) egy millió tüntető gyűlt össze, és azokat is elintézték a hatóságok.
December 22-én reggel 7 óra előtt, a peremkerületekben lévő iparvállalatokból és lakónegyedekből hatalmas tömegek indultak Bukarest központja felé, áttörték a rendfenntartó erők kordonjait (több katona átállt a felkelők oldalára), és a pártszékház körüli utcákban gyülekeztek, majd kb. 10 óra után kezdték megtölteni magát a központi teret is (Piața Palatului, ma Piața Revoluției).
10:00 órára a rádión keresztül rendkívüli állapotot hirdettek az egész országban, megtiltották 5-nél több ember gyülekezését, de a rendeletnek a karhatalom már nem szerzett érvényt.

## A fegyveres erők pálfordulása
Valamikor 9:30 körül Vasile Milea, Ceaușescu védelmi minisztere öngyilkosságot követett el. Ceaușescu közleménye szerint Milea árulását felfedezték, és félve a leleplezéstől öngyilkos lett. A legelterjedtebb vélemény akkor az volt, hogy Mileát meggyilkolták, mert nem akarta végrehajtani Ceaușescu parancsait. Később – a jelenlévők tanúvallomásai alapján – bebizonyosodott, hogy a miniszter valóban öngyilkos lett. A miniszter az egyik alárendelt tiszttől elkérte a pisztolyt, és azzal egy irodában, a széken ülve szíven akarta lőni magát, de a golyó nem találta el a szívet, hanem annak egyik ütőerét, így nem okozott azonnali halált. A miniszternek még volt ideje lefeküdni egy közeli ágyra, majd kómába esett. Később a vezető pártfunkcionáriusoknak fenntartott Elias kórházba szállították, ahol meghalt.
Milea öngyilkosságát követően Ceaușescu először testvérét, Ilie tábornokot akarta megtenni honvédelmi miniszternek, de ő ezt elhárította, sőt kérte egy új kormány megalakítását, majd visszatérve munkahelyére, beült a miniszteri irodába, ahol állítólag összeállította egy új szovjetbarát kormány listáját, amelyen az első név Ion Iliescu volt. Ekkor fordult Ceaușescu figyelme Victor Atanasie Stănculescu felé, aki a volt védelmi miniszter régi barátja és első helyettese volt, és előző nap este tért vissza repülőgéppel Temesvárról, amelynek 2 napig katonai parancsnoka volt.
Stănculescu – aki Temesváron meggyőződött, hogy nem huligán és vandál elemek lázongásáról van szó – már nem akart szerepet vállalni a rezsim fenntartásában, ezért reggel begipszeltette egészséges lábát, és munkaképtelenséget színlelt. Ceaușescu megparancsolta, hogy törött lábbal is azonnal menjen a pártszékházba, mert őt kívánja kinevezni honvédelmi miniszternek, különben letartóztatja. A tábornok negyed órán belül (9:45 körül) civil ruhában megjelent a diktátornál, és elfogadta a szóbeli kinevezést. Átvette az operatív irányítást, és az elkövetkező 2-3 órában színleg teljesítette a diktátor parancsait, de a háttérben olyan utasításokat adott, amelyek a spontán népi megmozdulást támogatták. Milea halála után, 9:54-kor Eftimescu tábornok még olyan parancsot továbbított a csapatoknak, hogy a főparancsnok, vagyis a diktátor parancsaira kell hallgatni. Ezt felülbírálva, Stănculescu tábornok („Rondoul”, a halott védelmi miniszter fedőneve alatt, de az utcákon lévő egységek még nem tudták, hogy Milea meghalt) 10:07 és 10:30 között öt olyan parancsot adott – részben Negrea ezredesen keresztül, részben közvetlenül a bizalmát élvező Tufan Marius híradós százados közreműködésével, amelyek meghiúsították a diktátor terveit. Az elsőben megállította a csapaterősítéseket az Olteniței sugárúton, a többiben megtiltotta a lőfegyverek használatát (beleértve a figyelmeztető lövéseket is), és utasította a katonai egységek parancsnokait, hogy kezdjenek tárgyalásokat a tüntetőkkel.
A frissen kinevezett honvédelmi miniszter, a háttérben folytatva Ceaușescu hatalmának felszámolását, megszerezte Iulian Vlad tábornok, az Állambiztonság vezetőjének, valamint a pártszékház védelmét ellátó belügyi egység, az V. Igazgatóság parancsnokának támogatását is.
Mivel a belügyminiszter, Tudor Postelnicu, helyettesével együtt folyamatosan a pártszékházban tartózkodott (és a tüntetések megkezdése után már nem is tudott onnan eltávozni), a belügyminisztérium erőinek gyakorlati irányítását 10:30 után Iulian Vlad Securitate-tábornok és a helyi rendőrparancsnokok vették át, akik a helyzet ismeretében úgy döntöttek, hogy nem alkalmaznak erőszakot.
11:00 órakor a rádió és a televízió bejelentette, hogy Milea honvédelmi miniszter egy áruló volt, aki Románia függetlensége és szuverenitása ellen cselekedett, összejátszott a belső árulókkal és az imperialista körökkel, provokációkat szervezett, hazugságokat terjesztett, hamis tájékoztatást nyújtott az ország helyzetéről, elhallgatta a temesvári gyilkosságokat és rombolásokat, majd amikor lelepleződött, öngyilkos lett.
11:20-kor a diktátorhoz hű Eftimescu tábornok megpróbálta a közeli Köztársaság Palotától átcsoportosítani a páncélozott csapatszállító járműveket és harckocsikat a pártszékház bejáratához, hogy kimenekítsék onnan a legfelső vezetést, azonban a pártszékházban lévő katonai híradós alegység a parancsot nem továbbította, mert nem Stănculescutól jött. Látva, hogy a páncélosok nem mozdulnak, 11:52-kor az 1-es hadsereg parancsnoksága arra kérte Paul ezredest, hogy a helyszínen lévő katonái révén, futárral továbbítsa a parancsot.
Stănculescu győzködte Ceaușescut, hogy helikopteren hagyja el a pártszékházat, és utazzon el a hadsereg három titkos irányító bunkerének egyikébe, de a diktátor először nem volt erre hajlandó. Kilépett a pártszékház erkélyére, és hangosbeszélő segítségével próbált szólni a tömeghez, de lehurrogták, sőt, valaki egy fadarabbal megdobta a megafont (a diktátor később a száját fogta, valószínűleg a fájdalomtól). Végül, kíséretével együtt lifttel felment az utolsó emeletre, onnan a tetőre, és 12:09-kor helikopterrel elhagyta az épületet.
A diktátor távozását a tömeg szökésként értékelte, a Palota téren ünnepi hangulat lett úrrá. Az emberek jelszavakat skandáltak, énekeltek, örömükben sírtak. A tüntetők betörték a pártszékház ablakait, és először egy fiatal cigányokból álló csoport behatolt az épületbe, őket egy nagyobb tömeg követte. Az épületet védő fegyveresek nem használták fegyvereiket, hanem eltűntek, civil ruhában elvegyültek a tömegben. A kinyitott bejárati ajtón egyre többen nyomultak be, és elkezdték kidobálni az ablakokon Ceaușescu írásait, portréit, a propagandaanyagokat, amelyeket a téren összegyűlt tömeg meggyújtott. Leverték a tetőn lévő „Communist” szót a „Trăiască Partidul Communist Român!” („Éljen a Román Kommunista Párt!”) feliratból. Egy fiatal nő a tetőn egy kivágott címerű zászlót lobogtatott.
12:15-kor Constantinescu tábornok Stănculescu parancsát továbbította, hogy „a csapatok békésen vonuljanak vissza a laktanyákba”, 12:43-kor pedig megjött a kiegészítő parancs, mely szerint „tárgyalni kell az állampolgárokkal, a hadsereg nem lő a népre”.
Azzal, hogy nem követte Ceaușescu parancsait (aki a hadsereg főparancsnoka volt), Stănculescu központi szerepet játszott a diktatúra megbuktatásában. „Két kivégzőosztag közül választhattam: Ceaușescué vagy a forradalmi!” vallotta Stănculescu később. Délután Stănculescu Iliescu politikai csoportját választotta a többi hatalomért küzdő csoport közül.
12:18-kor a televízióban Mircea Dinescu költő és Ion Caramitru színész bejelentették a diktátor szökését, és a népi felkelés győzelmét.
13:30-kor Stănculescu, korábbi szóbeli parancsait megerősítve, kiadta a 38-as telefonos jegyzéket (parancsot), amelyben elrendelte, hogy „a katonai egységek, az ország egész területén, rendben és nyugodtan, a provokációknak nem engedve, ügyelve arra, hogy ne fegyverezzék le, és ne szórják szét őket, térjenek vissza a laktanyákba. Azok a katonai egységek, amelyek a megyei pártszékházakat védik, nyugtassák meg a kedélyeket, anélkül, hogy lőnének, majd térjenek vissza a laktanyákba. Az egységeknél meg kell szervezni a laktanyák és az összes katonai objektum védelmét.”
A szintén 13:30-kor kiadott 39-es parancsban elrendelte: „Csak a Honvédelmi Minisztérium által kiadott parancsokat kell teljesíteni. A korábban kiadott parancsoktól eltérően, a katonai parancsnokok kötelesek fegyveres alegységekkel biztosítani a nagy fontossággal bíró polgári létesítmények védelmét, de csak akkor szabad lőni, ha tűzfegyverrel felszerelt csoportok támadják meg őket. A védelmi prioritásokat a katonai parancsnokok a helyi állami szervekkel együtt állapítják meg. Az említett létesítményeket védő katonák a bal karjukra kössenek nemzetiszínű karszalagot.”
14:30 körül a televízió épületében megjelent Ion Iliescu és több tábornok (Voinea, Mihai Chițac, Nicolae Militaru, Tudor stb.), katonák és civilek. Élő adásban, drámai hangon erősítették meg a régi rendszer bukásáról szóló híreket, és kérték a hadsereg és a lakosság támogatását. Közölték, hogy a Securitate megszűnt, és a belügyminisztérium egységei a honvédelmi minisztérium alárendeltségébe kerültek. Később Iliescu megjelent a pártszékház erkélyén is, ahonnan beszédet intézett a tömeghez. Vele volt Ștefan Gușă, a hadsereg vezérkari főnöke, aki kijelentette, hogy a hadsereg a néppel van, és mindig vele lesz. Petre Roman, a későbbi miniszterelnök, kérésére ezt esküvel is megerősítette.
18 órakor a târgoviște-i forradalmárok értesítették Bukarestet, hogy elfogták a Ceaușescu-házaspárt. Ugyanezt az információt közölte a laktanya parancsnoka is Stănculescu tábornokkal.

## A Ceaușescu házaspár menekülése és elfogása
Ceaușescu és felesége, Elena helikopterrel menekült a fővárosból két hűséges vezetőtárssal, Emil Bobuval és Manea Mănescuval. Először a snagovi rezidenciára mentek. Innen Ceaușescu telefonon kapcsolatba lépett a főbb katonai egységek parancsnokaival, de azok vonakodtak támogatni őt. Ekkor az elnöki helikopter folytatta útját Târgoviște felé, de az úticél előtt, nem messze a Boteni repülőtértől – mivel a légi irányítás vezetője Iosif Rus tábornok, Stănculescuval egyeztetve, közben teljes légtérzárat rendelt el – le kellett szállniuk. Ekkor a pár magára maradt, és autóstoppal folytatta útját. Târgoviștétől kb. 5 km-re beléptek egy mezőgazdasági kutatóállomás épületébe. Ott egy mérnök felismerte őket, és hívta a rendőrséget.
Két járőrkocsi érkezett 4 rendőrrel (a második ARO terepjáró később, a târgoviștei zűrzavarban elszakadt tőlük), és be akarta vinni őket a megyei rendőrkapitányság épületébe, de a tüntetők felismerték a diktátor házaspárt, elkezdték ütögetni, rugdosni az autót, ezért a rendőrök úgy döntöttek, hogy kihajtanak a városból. Igazi autós üldözés következett, több civil személygépkocsijával üldözte a menekülőket, hátulról több autó beléjük hajtott, de végül a rendőrautónak sikerült egérutat nyernie. A rendőrök közben letépték rangjelzéseiket, a házaspár a hátsó ülésen lebújt, hogy kívülről, ne lássák őket, a rendőrök pedig a szembejövő, a forradalom győzelmét ünneplő autósokat üdvözölték. A házaspár az Otopeni repülőtérre szeretett volna eljutni, de ez lehetetlennek tűnt. (A Bolovani mellett lévő vadászház, de a rendőrjárőrt vezető parancsnok szüleinek Caragiale faluban lévő háza is szóba került, a diktátor még egy útszéli parasztházba is be akart kopogni.)
Végül Rățoaia és Racoviță falvak között pár órát a bokros, erdős területen bújtak el az autóval együtt. Ekkor a diktátor kiszállt az autóból, hogy szükségleteit elvégezze, de ehelyett a zsebéből elővett és eldobott egy A4-es papírlapot, amely aztán örökre elveszett. Itt az egyik rendőr rádión kódolt üzenetet olvasott be: „A gyalogok velünk vannak, várjuk az utasításokat.” A később bejelentkező diszpécsernek azonban téves földrajzi koordinátákat adott meg, mert rájött, hogy a rendőrkapitányság épületét elfoglalták a forradalmárok. Miután motorzúgást hallottak, elhatározták, hogy tovább mennek, és végül a târgoviștei rendőrkapitányság mellett döntöttek.
A milícia székháza ekkor már a forradalmárok és a helyén maradt pár rendőr közös ellenőrzése alatt volt. Itt a forradalmárok pár sértést vágtak a bukott elnöki pár fejéhez, majd a rendőrök megmotozták őket. Mivel időközben tüntetők közeledéséről érkeztek hírek, a forradalom oldalára átállt Cont rendőrezredes – miután tanácskozott a hadsereggel – utasítást adott, hogy a foglyokat vigyék át az alig 1 km-re lévő katonai laktanyába. A kísérethez csatlakozott a hadsereg két tisztje és Dinu ezredes a megyei Securitate parancsnokhelyettese is (tehát négy fegyveres). Itt Kemenici Andrei ezredes szabályosan tisztelgett (jelentést tett), és közölte a párral, hogy biztonságban vannak, majd kezet fogott. Ceaușescu viszonozta a tisztelgést, majd egy terembe vezették őket, ahol volt négy ágy, két íróasztal, fogas és mosdókagyló. A terem elé őrt állítottak, a terembe óránként belépett egy katonatiszt, hogy ellenőrizze a helyzetet.
A villanyt hamarosan le kellett oltani, és mind az ágyak alá bújtak, mert a kaszárnyát az éjszaka folyamán fegyveresek támadták meg, és a katonák viszonozták a tüzet. A párnak maradék ételt szolgáltak fel (száraz kenyérdarabokat, sajtot, teát, amelyet a rendőr megkóstolt, hogy nehogy mérgezett legyen). Egy adott pillanatban a diktátort egyik őrzője meg is ütötte (állítólag az ablakhoz akart menni). A rendőr egy Boboc nevű századost vádolt a brutalitással. Reggel a párt a laktanya területén belül mozgatták – hol egy páncélozott csapatszállító járműbe ültették, hol a tábori konyhán bujtatták.

## A diktatúrához hű erők ellentámadása
December 22–december 23 éjszakáin, Bukarestben és más városokban a Securitate Ceaușescuhoz hű erői támadásokat indítottak a fontosabb objektumok ellen. A Nemzetmentő Front tévés felhívására sok ember az utcára vonult, hogy megvédje a forradalmat, és a legtöbb áldozat az éjszaka és a következő két napon kibontakozott fegyveres harcokban halt meg. A támadásokat főleg a diktátorhoz hű titkosszolgálat fekete kezeslábasba öltözött fegyveresei hajtották végre, de több olyan eset is előfordult, amikor a hadsereg egységei tévedésből egymást lőtték. Bukarestben és az ország több nagyvárosában fegyveres támadások történtek a fontosabb középületek, de kórházak és lakóépületek ellen is. (2018-ban büntetőeljárás indult Teodor Brateș, a Román Televízió híradójának egykori főszerkesztő-helyettese ellen, aki a forradalom idején hírbemondóként, illetve műsorvezetőként tevékenykedett, mert álhírekkel pánikot keltett.)
Támadás érte az állami televíziót, a rádiót, a postákat, illetve a Casa Scânteii-t (sajtóközpont, ma Casa Presei Libere, a „Szabad Sajtó Háza”), a Nemzetvédelmi Minisztérium épületét (a Drumul Taberei környékén), a Piața Palatului-t (itt található a Központi Bizottság épülete, a központi egyetemi könyvtár, a nemzeti művészeti múzeum, és az Ateneul Român, Bukarest vezető hangversenyterme); az egyetemet, és a hozzá csatlakozó Piața Universității-t (a város egyik fő csomópontja); a Băneasa repteret; kórházakat. Másrészt egyes helyeken a felkelő tömegek megtámadták a helyi pártszékházakat és a rendőrőrsöket.
A helyzet tisztázatlan, kaotikus volt. A hadsereg különböző egységei sokszor, tévedésből egymást is lőtték. Heves harcok folytak, például, a bukaresti Otopeni Nemzetközi Repülőtéren, ahol a védők tüzet nyitottak az erősítésül küldött csapatokra, és 50 sorkatona vesztette életét.
Ezeket a tévedéseket a bukott rezsim emberei végül saját érdekükben próbálták kihasználni, félremagyarázni. Dumitru Burlan Securitate alezredes, Ceaușescu testőrének könyve szerint az összeesküvés vezetői, akik élén Stănculescu tábornok állt, álterrorista támadásokat próbáltak rendezni, hogy félelmet keltsenek, és hogy a saját oldalukra állítsák a hadsereget. A volt testőr állításaival szemben, vagy azokat esetleg kiegészítendő tény, hogy kb. 1000 terroristát fogtak el a forradalmárok, közöttük néhány arabot is, de a hatóságok (hadsereg, katonai ügyészség) rövid kikérdezés után szabadon engedte őket, és közülük egyetlen ember sem került a bíróság elé.
A forradalmárok önbizalmát növelte, hogy elfogták Ceaușescu Nicu nevű fiát, akit be is mutattak a televízióban.
Az országot irányító új politikai erő a Nemzeti Megmentési Front Tanácsa (CFSN) lett, amelynek elnökévé Ion Iliescut választották. A FSN első, ideiglenes bizottságában helyet kaptak a korábbi rendszer ellen küzdő híres ellenzékiek is, többek között Tőkés László.
Később a FSN bizottsága átalakult, sok volt ellenzéki  – arra hivatkozva, hogy a FSN nem szakított véglegesen a kommunista múlttal – lemondott. A továbbiakban a politikai életben vezető szerephez főleg a kommunista párt ranglétrájának második szintje jutott.
A nemzetközi közvélemény a forradalmárok oldalára állt. A világ különböző pontjairól érkeztek a forradalmat támogató üzenetek.
Az erkölcsi támogatást anyagi is követte. Nagy mennyiségű élelem, gyógyszer, ruházat, gyógyászati eszköz stb. érkezett Romániába. Az egész világon a sajtó teljes oldalakat, néha teljes kiadásokat szenteltek a román forradalomnak és vezetőinek.

## A Ceaușescu házaspár pere és kivégzése
December 24-én Bukarestben tűzharcok voltak. Harckocsik, páncélozott szállító harci járművek és teherautók járőröztek a városban és körülötte, a problémás területeket körbevették, hogy megvédjék. A stratégiailag fontos pontokon úttorlaszokat állítottak fel; automata fegyvertűz továbbra is hallatszott a Piața Universității-n és körülötte, a Gara de Nord-on (a város fő vasútállomása) és a Piața Palatului-on.
December 24-én Ion Iliescu, akit a frissen megalakult Nemzeti Megmentési Front elnökévé választott, rendeletet adott ki egy rögtönítélő katonai bíróság felállításáról, amely a Ceaușescu-párt hivatott elítélni. A bíróság december 25-én hozott ítéletet a következő vádpontokban:
- 1. népirtás – több mint 60 000 áldozat;
- 2. az államhatalom aláásása a nép és az államhatalom ellen szervezett fegyveres cselekményekkel;
- 3. a közvagyon rombolása, épületek megrongálásával és megsemmisítésével stb.;
- 4. a nemzetgazdaság aláaknázása.

A pert a hadsereg egyik legfőbb vezetője, a rendszer addigi támogatója, Stănculescu tábornok részvételével folytatták le. A bíróság elnöke Gică Popa tábornok, hadbíró volt. A bíróság a vádlottakat bűnösnek találta, és golyó általi halálra ítélte, amelyet a laktanya udvarán azonnal végre is hajtottak. A kivégzőosztagot alkotó 3 ejtőernyős katona kilőtte a tárban lévő mind a 20-20 lőszert. Útban a laktanya-parancsnokság épületének bejáratától alig 10 méterre lévő fal, a vesztőhely felé, Ceaușescu az Internacionálét énekelte, majd azt kiáltotta, hogy „Éljen a szabad és független Román Szocialista Köztársaság!”.
A tárgyalás és a kivégzés felvételeit azonnal közölték Franciaországban és más nyugati országokban; a román televízió egy vágott változatot (a kivégzés nélkülit) sugárzott ugyanazon a napon.
A holttesteket helikopterrel Bukarestbe szállították, a leszállás a Steaua stadion pályáján történt. Az éjszaka folyamán a két holttest elveszett (a közeli katonai egység katonái egy földhányás mellé vitték), és Stănculescu tábornok három páncélozott csapatszállító járművel indult a keresésükre úgy, hogy ő a középsőben helyezkedett el. Egy adott pillanatban a két szélső csapatszállító tüzelni kezdett az ő járművére, és egyik emberét meg is ölték. Végül az incidens véget ért, nem volt folytatása.[forrás?] A holttesteket másnap a katonai kórházba szállították, ahol lemosták, a temetésre előkészítették, majd hűtőkamrába helyezték. A titkos temetésre december 30-án került sor, álnéven, a bukaresti Ghencea temetőben. Ma ott sírkő áll, a halottak valódi nevével.
A pár kivégzése után a fegyveres összecsapások jelentősen alábbhagytak, december 28-ig gyakorlatilag megszűntek.

## A veszteségek

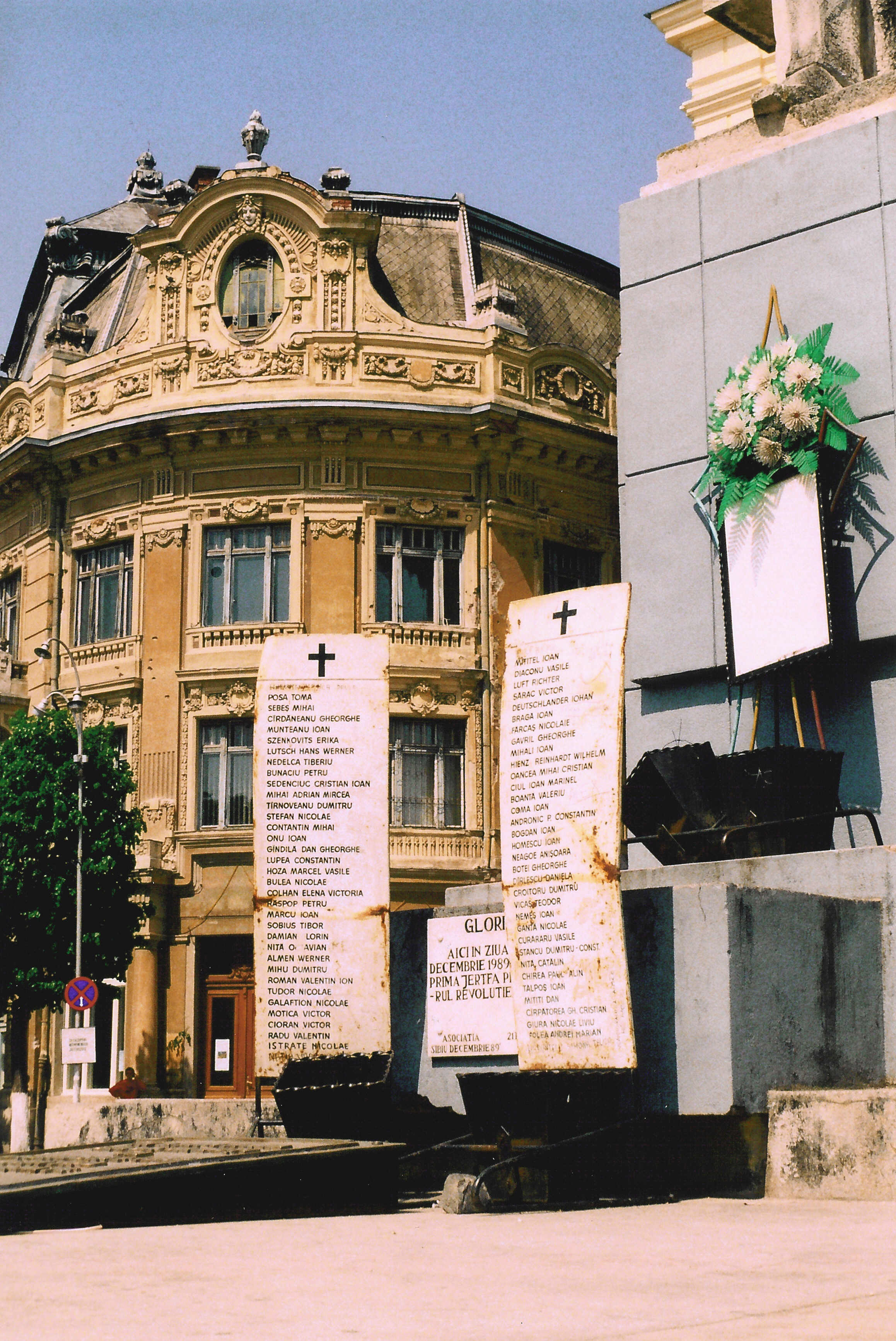
A forradalom áldozatainak emlékműve Nagyszebenben

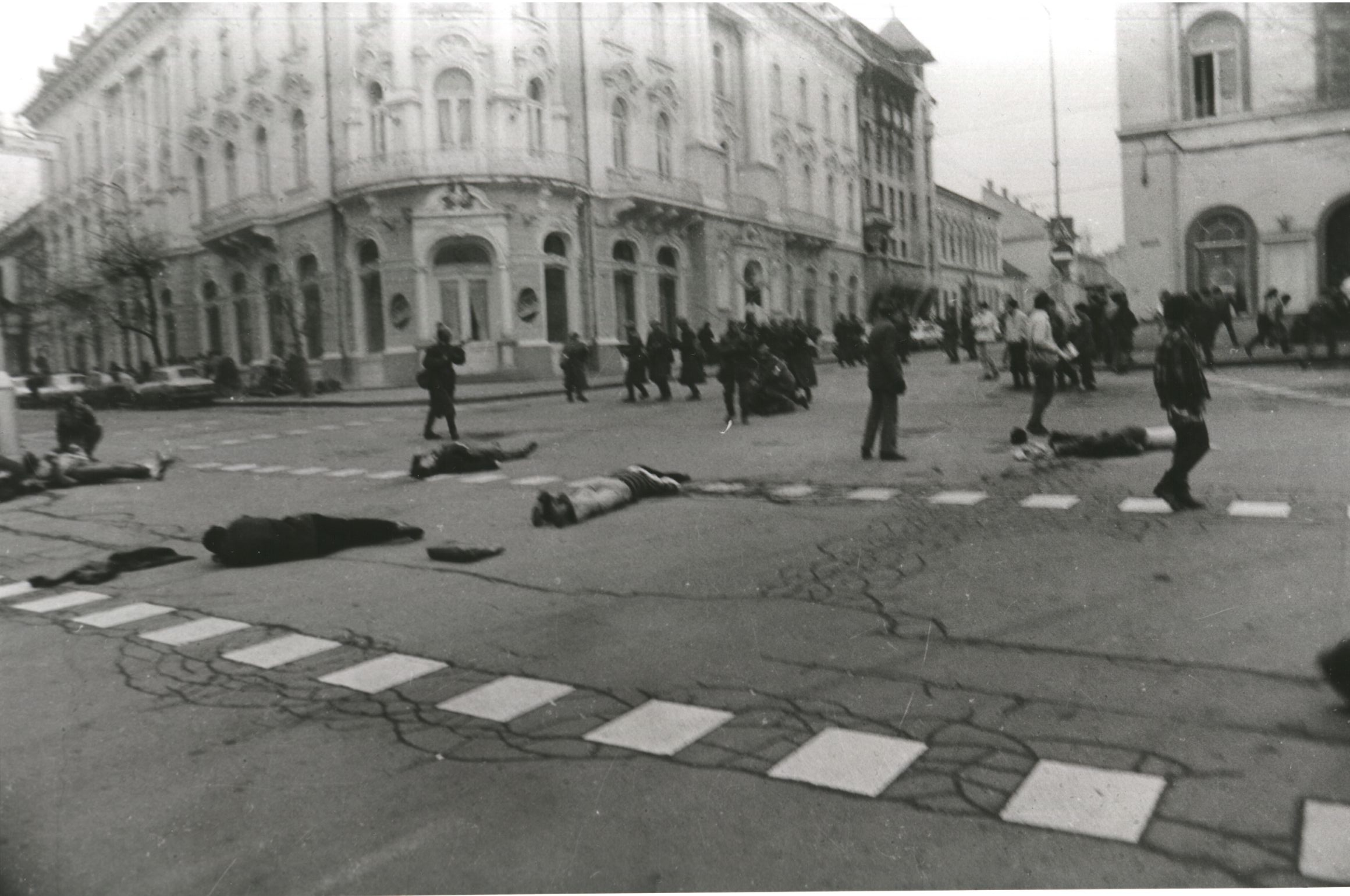
Kolozsvári áldozatok a Főtéren december 21-én

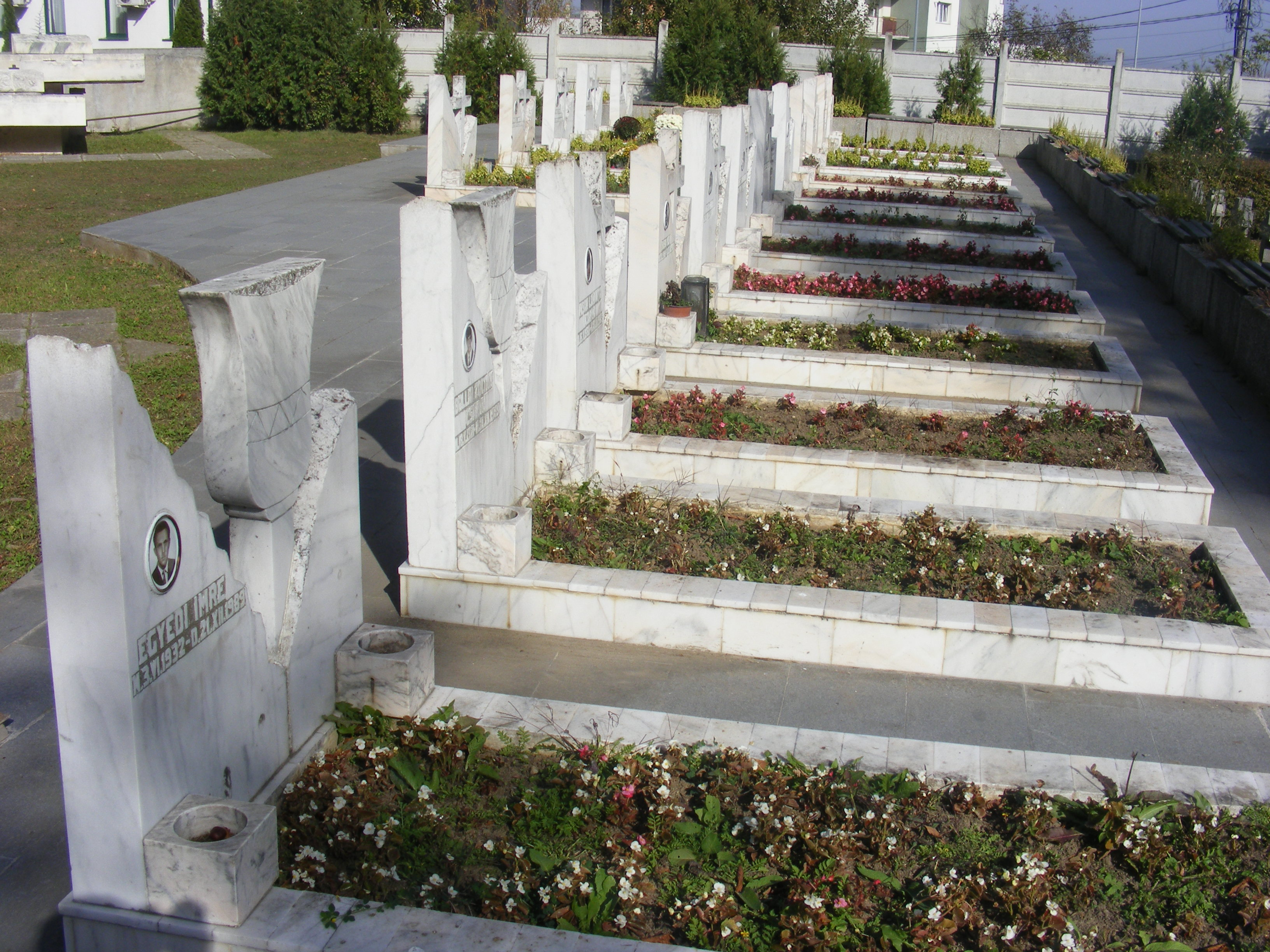
A december 21-én Kolozsváron meggyilkolt forradalmárok sírjai

A Román Forradalom halálos áldozatainak száma 1104, ebből 162 a Nicolae Ceaușescu elleni tüntetések alatt hunyt el (1989. december 16–22.), és 942 a Nemzeti Megmentési Front hatalomátvétele utáni harcokban. A sebesültek száma 3352 volt, amiből 1107 Ceaușescu uralma alatt történt és 2245 az új hatalom alatt. A halálos áldozatok közül legkevesebb 43 személy magyar nemzetiségű volt, köztük egy személy magyar állampolgár.
A december 22-e előtti vérengzések és a következő napokban elkövetett terrorista támadások ügyében nagyon kevés büntetőjogi eljárás indult, és amelyek elkezdődtek, azokban is vagy felmentés született, vagy a vádlottak rövid időn belül kegyelemben részesültek.
Az igazságszolgáltatás azért sem volt hatékony, mert sok, korábban vezető tisztségeket betöltő személy, köztük katonatisztek (a Ceaușescu-per bírája is) rejtélyes körülmények között meghalt.
Az események után 19 évvel, 2008-ban született jogerős ítélet a temesvári eseményekben részes két tábornok – Mihai Chițac és Victor Athanasie Stănculescu – ügyében, akik 15 év börtönbüntetést kaptak.

## A forradalom magyar vonatkozásai
Az 1989-es romániai forradalom eseményei élénken foglalkoztatták a magyarországi közvéleményt is. December 22-ig az információkat, a román hírzárlatot megkerülve, a magyar és külföldi hírügynökségek és a sajtó tudósításai szolgáltatták. A diktátor helikopteres menekülése és a román televízió felszabadulása után a magyar televízió is többször átvette a román tévé élő adását.
Kárpáti Ferenc magyar honvédelmi miniszter 2000-ben számolt be akkori élményeiről a História c. lapban. Eszerint, a temesvári események kezdetekor a magyar honvédelmi minisztérium egy operatív csoportot hozott létre, amelyben képviseltették magukat a vezérkar szervei, a szárazföldi és légvédelmi repülő csapatok főnökei, a fegyverzettechnikai szolgálat, és a határőrség. Ez a csoport folyamatos kapcsolatban volt a román hadsereg vezérkarával.
Azért, hogy megnyugtassák a román katonai vezetést és a hazai lakosságot is, harckészültségi fokozatot az egész időszakban csak azoknál az egységeknél rendeltek el, amelyeknél erre feltétlenül szükség volt. Az ünnepekre az állomány 50%-a hazamehetett.
Kárpáti Ferenc telefonon beszélt Vasile Milea vezérezredessel, román nemzetvédelmi miniszterrel, és érdeklődött a temesvári eseményekről. Vasile Milea azt válaszolta, hogy a hadsereg csapatait nem vetették be, hanem a Securitate egységeit alkalmazták. Hivatkozva régi ismeretségükre, megkérte magyar kollégáját, hogy higgyen neki, hogy „a román hadsereget soha nem fogják a néppel szemben alkalmazni”. Ezt a kijelentését többször megismételte. Cáfolta azokat a híreket, hogy az eseményeknek több száz halálos áldozata lenne. Ezt követően, megkérdezte a magyar minisztert, hogy igazak-e azok a hírek, hogy egyes magyarországi szervezetek önkénteseket toboroznak a temesvári lakosság megsegítésére, mert ha ez igaz, az sértené Románia szuverenitását, amelyet mindenképpen meg fognak védeni.
Ceaușescu bukása után a Magyar Néphadsereg speciális rádióbemérő egységei (amelyeket a magyar-román határ közelébe csoportosítottak át) segítettek a román hadseregnek bemérni a forradalom ellen harcoló Securitate egységek rádióállomásait. A felajánlott segítségre a román katonai vezetés minden alkalommal a politikai támogatást, a szolidaritást hangsúlyozta, és élelmiszer- és gyógyszerszállítmányokat kért és kapott. A felajánlott kézifegyverekhez való lőszert és az orvos-egészségügyi segítséget a románok nem fogadták el.
A karácsonyi ünnepek egyik estéjén Németh Miklós kormányfő telefonon tájékoztatta a magyar honvédelmi minisztert, hogy információi szerint a Securitate erői Tőkés László és családja életére törnek. Ekkor Victor Stănculescu altábornagyhoz fordultak (aki Kárpáti Ferenc régi ismerőse volt), és ő utasítást adott a hadsereg egyik egységének, hogy gondoskodjanak a Tőkés család biztonságáról.
Olyan értesülések is voltak, hogy a már korábban Magyarországra küldött Securitate-ügynökök terrorcselekményeket akarnak végrehajtani, mint például Budapest ivóvízkészletének megmérgezése, a paksi atomerőmű megtámadása stb. Ezek szerencsére nem következtek be.
December 23-án este az MDF vezetése (Szabad György, Für Lajos és Bíró Zoltán elnökségi tagok) indítványozták, hogy a magyar kormány ajánlja fel a Román Nemzeti Megmentés Tanácsának, hogy közbenjár a Varsói Szerződésnél és a NATO egyes tagállamainál, hogy küldjenek terroristaellenes alakulatokat Romániába. Ezt a javaslatot egy nappal később Antall József és Jeszenszky Géza aláírásával írásban is elküldték Németh Miklós miniszterelnöknek, Horn Gyula külügyminiszternek és Kárpáti Ferencnek, de ebből végül nem lett semmi.
Kárpáti Ferenc szerint: „A romániai forradalom, a Ceaușescu-klán elsöprése úgy ment végbe, hogy sem a Varsói Szerződés Politikai Tanácskozó Testülete, sem az Egyesített Katonai Főparancsnokság egyetlen lépést sem tett. Nem kezdeményezett, nem javasolt semmilyen intézkedést.”
A magyar és más külföldi titkosszolgálatokat többen vádolták meg azzal, hogy közreműködtek a Ceaușescu-rezsim megbuktatásában. Például, Suzanne Brandstätter jelenleg Ausztriában élő szabadúszó filmes „Checkmate” c. filmjében e feltételezést sugalmazza, de bizonyítékokkal nem szolgál.

## Románia 1989 után

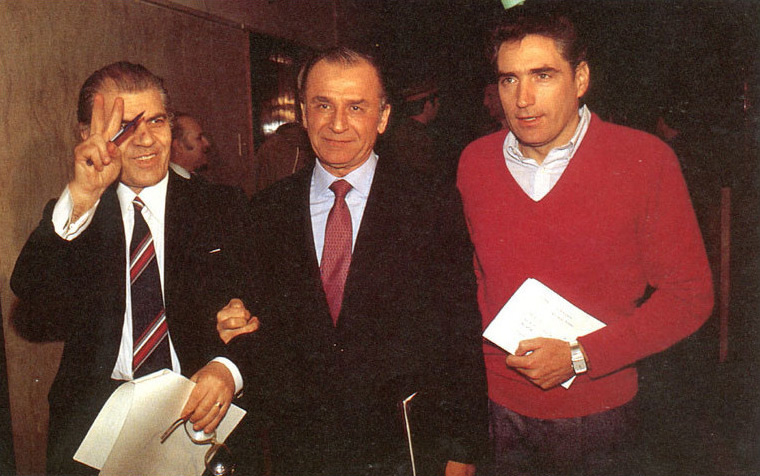
Dumitru Mazilu, Ion Iliescu és Petre Roman

A forradalom óriási figyelmet kapott a külvilágtól. Kezdetben a világ a Nemzeti Megmentési Front alakította kormánnyal szimpatizált, melyet Ion Iliescu vezetett, a Kommunista Párt vezetőségének korábbi tagja, és Ceaușescu szövetségese, amíg el nem vesztette a diktátor kegyét a 80-as évek elején. A Nemzeti Megmentési Front, ami főleg a Kommunista Párt volt alvezéreiből állt, azonnal átvette az irányítást az állami intézmények felett, beleértve a sajtó legfőbb színtereit, mint a nemzeti rádió és televízió hálózatokat. A sajtó feletti irányításukat az új politikai ellenfeleik elleni rosszindulatú propagandák terjesztésére használták, a hagyományos demokratikus pártok ellen, melyek több mint 50 éves elnyomás után jelentek meg újra.
Ennek a szimpátiának nagy része elveszett az 1990. januári bányászjáráskor, amikor bányászok és a rendőrség, Iliescu nyomására, megszállták Bukarestet, és erőszakoskodtak diákokkal és értelmiségiekkel, akik az ellen tiltakoztak, ahogy a kommunista vezetőség korábbi tagjai, a Nemzeti Megmentési Front pártfogásával kihasználta a Román Forradalmat, hogy leszámoljon a politikai ellenfeleivel.
1990. március 19-20. között etnikai zavargások („fekete március”) törtek ki Marosvásárhelyen, amelyet a környező falvak magyar lakosai fékeztek meg. Ezt követően a hadsereg helyreállította a rendet 21-től. Ezután a bukaresti kormány nagyon rövid idő alatt újjáalakította az önálló titkosszolgálatot (SRI). 1990 májusában parlamenti szavazást tartottak. Bár a nemzetközi vélemény szerint a választások általánosan igazságosak voltak, a Nemzeti Megmentési Front – ami ekkor már egy politikai párt volt – könyörtelenül kihasználta sajtómonopóliumát, amivel a parlamenti székek kb. ⅔-át szerezte meg a megosztott, szervezetlen, és tapasztalatlan ellenzék elől. Iliescut megválasztották elnöknek, a szavazatok kb. 85%-ával, melyeket a népesség 94%-a adott le.
A meggyőződés, hogy volt kommunisták "ellopták" a szavazatokat, újabb demonstrációkat váltott ki Bukaresten és más városokban. 1990 áprilisában, egy nemzetközileg bírált megmozdulásban, az Iliescu-kormány az ország északi részéről bányászokat fuvarozott be, hogy leverjék és feloszlassák a tüntetőket, ezzel sikeresen elhárítva egy puccs veszélyét.
Iliescunak még több mint egy évtizedig központi szerepe volt a román politikában, ugyanis harmadszorra is megválasztották 2000-ben, miután 1996 és 2000 között nem ő kormányzott. Ceaușescu korábbi szövetségesének túlélése a Román Forradalom kettősségét mutatta, mely a legerőszakosabb volt 1989-ben, mégis egyesek szerint, nem okozott elég változást. Iliescu pártfogoltját és utódját a volt kommunista Szocialista Demokratikus Párt elnöki székében, Adrian Năstasét, legyőzte az Igazság és Igazságosság Szövetségének jelöltje, Traian Băsescu, a 2004-es elnöki választásokon. 2005-ben felavatták az Újjászületés Emlékművét a forradalom áldozatainak emlékére.
A diktátor 4 milliárdosra becsült külföldi vagyonát nem sikerült felfedezni. A román kormány két külföldi nyomozóirodát is megbízott ezzel az üggyel, felvették a kapcsolatot a svájci kormánnyal is, de előrelépés nem történt. Egy parlamenti vizsgálóbizottság azzal zárta a munkáját, hogy a diktátornak nem volt külföldre menekített vagyona. A sajtóban olyan találgatások is megjelentek, hogy az új hatalom embereinek is az újgazdagoknak egy része a titkos svájci bankszámlák segítségével gazdagodott meg.

## Videók
- Az utolsó TV-beszéd, 1989. december 20.
- Az utolsó nyilvános beszéd, 1989. december 21.
- A Ceaușescu-pár pere (részlet), 1989. december 25.
- A kivégzés, Az elhantolás
- Alex Mihai Stoenescu történész videsorozata: 1, 3, 4, 5, 6
- Riportsorozat, amelyben Ion Todericiu ny. ezredes, volt budapesti katonai attasé az esetleges magyar érintettségről beszél (és igaztalan vádakat is sugalmaz)
- Videófelvételek, Temesvár, 1989. december 20.
- Videófelvételek, Temesvár, 1989. december 22.
- Videófelvétel – Ceaușescu utolsó beszéde